# Болсуновська вулиця
Болсуно́вська ву́лиця — вулиця в Печерському районі міста Києва, місцевість Звіринець. Пролягає від бульвару Миколи Міхновського до Бастіонної вулиці.
Прилучаються Ломаківська вулиця, провулки Бастіонний і Софронівський. 
До середини 1980-х років також прилучалися відомі з XIX століття Печерська вулиця і вулиця Юрія Яновського. Обидві вулиці ліквідовано в зв'язку зі знесенням старої забудови.

## Історія
Вулиця виникла в 2-й половині XIX століття, мала назву Болсуновська (від прізвища домовласників Болсунових). 
З 1939 року — вулиця Благаєва, на честь болгарського та російського революціонера-марксиста Дмитра Благоєва, з 1944 року — Благоєвська вулиця). Фактично ж продовжувала фігурувати під старою назвою. Складала єдину вулицю з теперішньою вулицею Катерини Білокур. 
У 1964 році була відокремлена під назвою вулиця Сергія Струтинського, на честь Сергія Струтинського, робітника заводу «Арсенал», учасника революційних подій у Києві в 1905—1907 роках, Жовтневого повстання 1917 року.
Історичну назву вулиці відновлено 2015 року.

## Зображення

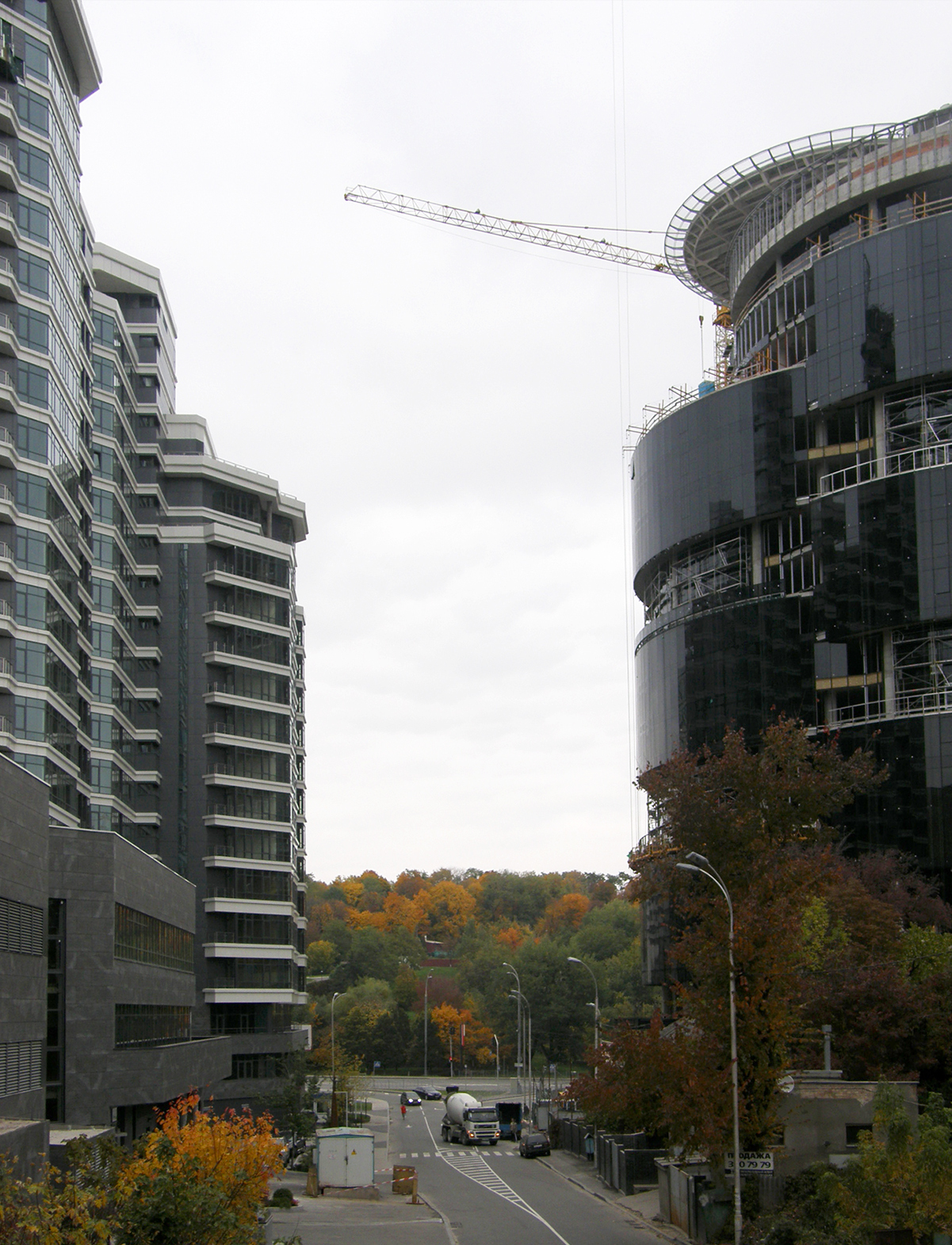
Вид на початок вулиці (виїзд на бульвар Миколи Міхновського), ліворуч «PecherSky», праворуч «IQ»